# Кастрільйо-де-ла-Гуаренья
Кастрільйо-де-ла-Гуаренья (ісп. Castrillo de la Guareña) — муніципалітет в Іспанії, у складі автономної спільноти Кастилія-і-Леон, у провінції Самора. Населення — 139 осіб (2010).
Муніципалітет розташований на відстані близько 160 км на північний захід від Мадрида, 46 км на південний схід від Самори.

## Демографія
Динаміка населення (INE ):